# Clem Clempson
Dave Clempson, detto Clem (Tamworth, 5 settembre 1949), è un chitarrista britannico.
Attualmente è membro del gruppo jazz/rock britannico Colosseum.
Iniziò la carriera da musicista nei Bakerloo (1960) per passare poi con gli Humble Pie. Successivamente entrò a far parte dei Colosseum. Negli anni novanta suonò con Jack Bruce, Billy Cobham e David Sancious. Collaborò anche con Bob Dylan e Chris de Burgh.
Nel 1975 ha sostituito Ritchie Blackmore per un breve periodo nei Deep Purple, dopo l'uscita dal gruppo di quest'ultimo avvenuta sempre nel 1975.
Tra i suoi credits, l'aver suonato anche in Cuore Irlandese, brano dei Matia Bazar particolarmente incentrato sulla chitarra.

## Discografia

### Con i Bakerloo
- 1969 -  Bakerloo

### Con i Colosseum
- 1970 – The Grass Is Greener
- 1970 – Daughter of Time
- 1997 – Bread and Circuses
- 2003 – Tomorrow's Blues
- 2014 – Time On Our Side

### Con gli Humble Pie
- 1972 - Smokin'
- 1973 - Eat It
- 1974 - Thunderbox